# Mikojan-Gurewitsch I-224
Die Mikojan-Gurewitsch I-224 (russisch Микоян-Гуревич И-224) war ein einsitziges sowjetisches Jagdflugzeug für den Stratosphärenbereich. Sie entstand während des Zweiten Weltkrieges und existierte in nur einem Exemplar.

## Entwicklung
Die Entwicklung des Tiefdeckers in Holz-Metall-Gemischtbauweise begann 1943 als einer der Flugzeugtypen, die die MiG-3 ersetzen sollten. Die Projektbezeichnung lautete 4A. Als Antrieb diente ein AM-42FB-Motor mit zwei TK-300B-Kompressoren und AW-9L-26-Luftschraube mit 3,50-m-Durchmesser. Als Bewaffnung wurden zwei SchWAK-Kanonen Kaliber 20 mm im Bug beidseitig unterhalb des Triebwerks montiert. Wie auch schon die I-222 hatte das OKB Mikojan-Gurewitsch die I-224 mit einer Druckkabine ausgestattet.
Der Erstflug wurde am 20. Oktober 1944 durch Igor Schelest durchgeführt. Die I-224 erreichte gute Steiggeschwindigkeiten und auch mit den Horizontalflugeigenschaften war man zufrieden. Bei einer eventuellen Serienfertigung sollte das Flugzeug die Bezeichnung MiG-7 erhalten, später einigte man sich auf MiG-11.
Dann aber stürzte die I-224 während eines Testfluges ab, der Pilot Alexej Jakimow konnte mit dem Fallschirm abspringen. Schon vorher war ein unregelmäßiges Arbeiten des Kompressors bei bestimmten Drehzahlen bemerkt worden. Als Unglücksursache erkannte man schließlich ein Bersten des Kompressors mit der anschließenden Zerstörung des Triebwerks. Aufgrund des Absturzes wurden die Versuche mit der I-224 abgebrochen, zumal das Nachfolgemodell I-225 schon zur Erprobung bereitstand.

## Technische Daten
| Kenngröße               | Daten                                                                                     |
| ----------------------- | ----------------------------------------------------------------------------------------- |
| Konstrukteur(e)         | Artjom Mikojan, Michael Gurewitsch                                                        |
| Baujahr(e)              | 1944                                                                                      |
| Besatzung               | 1 Pilot                                                                                   |
| Länge                   | 9,60 m                                                                                    |
| Spannweite              | 13,00 m                                                                                   |
| Höhe                    | 3,66 m                                                                                    |
| Flügelfläche            | 22,44 m²                                                                                  |
| Flügelstreckung         | 7,5                                                                                       |
| Leermasse               | 3.200 kg                                                                                  |
| Startmasse              | 3.780 kg                                                                                  |
| Flächenbelastung        | 168,45 kg/m²                                                                              |
| Antrieb                 | ein flüssigkeitsgekühlter 12-Zylinder-V-Motor Mikulin AM-42FB mit zwei TK-2B-Kompressoren |
| Leistung                | 1.620 kW (2.200 PS) Startleistung 1.300 kW (1.768 PS) in 6.700 m Höhe                     |
| Höchstgeschwindigkeit   | 693 km/h in 13.000 m Höhe                                                                 |
| Steigzeit               | 4,0 min auf 5.000 m Höhe                                                                  |
| Dienstgipfelhöhe        | 14.100 m                                                                                  |
| projektierte Reichweite | 1.400 km                                                                                  |
| Bewaffnung              | zwei 20-mm-MK SchWAK                                                                      |